# 自發裂變
自發裂變（英語：spontaneous fission）是一種放射性衰變，只發生於高原子序的化學元素。由於元素的核結合能在原子量約為58個原子質量單位（u）時最高，因此更高質量的原子核可能會自發性地分裂為數個較小的原子核，以及一些單獨的核子。
理論上質量數（A）大於等於93的β衰變穩定同量素都可以發生自發裂變（包括α衰變） ，因此理論上能夠自發裂變的最輕天然核素為鈮-93（93
41Nb
）和鉬-94（94
42Mo
）。然而在自然界的鈮和鉬同位素中卻都沒有觀測到自發裂變的跡象。
目前只有在質量數232以上的核素中才實際觀測到自發裂變現象的發生。其中最輕的核素為釷-232（232
90Th
），其半衰期大於宇宙的年齡。釷-232是具有發生自發裂變的證據的最輕原始核素。钍-232、鈾-235（235
92U
）及鈾-238（238
92U
）雖然有極低機率發生自發裂變，但絕大多數時間都進行α衰變。因此這些核素的自發裂變幾乎可以忽略，只在使用衰變分支比計算元素的放射性時用到。鈾-238和鈾-235自發衰變時，衰變碎片會在含鈾礦物晶體結構中留下破壞的痕跡。這些痕跡稱為「裂變徑跡」，是放射性定年法中裂變徑跡定年法的基礎。
鋦-250（250
96Cm
）是已知最輕的以自發裂變為主要衰變模式的核素。至於最容易進行自發裂變的元素主要為原子序數為100以上的人造錒系元素及錒系後元素，例如鍆、鐒、鑪等。
要計算一種原子核是否能自發裂變，並其發生時長足夠短以允許現行方法進行觀測，能用以下公式約算：
{\displaystyle {\hbox{Z}}^{2}/{\hbox{A}}\geq 47.}
其中Z為原子序而A為原子量。
顧名思義，自發裂變產物與人工核裂變所產生的相同。但是正如其他形式的核衰變，自發裂變是由於量子隧穿效應，而不像人工核裂變需要以中子或其他粒子撞擊來誘發。自發裂變和誘發裂變一樣產生中子，因此如果達到了臨界質量，自發裂變能夠初始自我維持的連鎖反應。另外，明顯發生自發裂變的放射性核素能作為中子源。例如鉲-252（半衰期2.645年，自發裂變分支比約為3.1%）便有此應用。所產生的中子能用以檢查航空行李中是否藏有爆炸品，或測量高速公路及建築物土質的溼度。
如果自發裂變所減少的原子核數量是可忽略的，那該過程能準確地模擬為泊松分佈。在這種情況下，短時段內發生自發裂變的概率與時長大約成正比。

## 自發裂變率
自發裂變率：
| 核素  | 半衰期     | 每次衰變的裂變概率 | 每次衰變的中子產數 | 每克每秒的中子產數 |
| ----- | ---------- | ------------------ | ------------------ | ------------------ |
| 235U  | 7.04x108年 | 7.0x10−11          | 1.86               | 1.0x10−5           |
| 238U  | 4.47x109年 | 5.4x10−7           | 2.07               | 0.0136             |
| 239Pu | 2.41x104年 | 4.4x10−12          | 2.16               | 2.2x10−2           |
| 240Pu | 6569年     | 5.0x10−8           | 2.21               | 920                |
| 250Cm | 8300年     | 0.80               | ?                  | ?                  |
| 252Cf | 2.638年    | 3.09x10−2          | 3.73               | 2.3x1012           |

事實上239Pu無可避免地會含有一定量的240Pu，因為239Pu在製造時會吸收一顆額外的中子。因為240Pu有高自發裂變率，因此它是必須移除的污染物。武器級的鈽樣本中有不超過7.0%的240Pu。
甚少使用的槍型核彈的臨界接入時間大約為1毫秒，而在這段時間內發生自發裂變的機會需要很小，所以只能使用235U。幾乎所有核彈都用內爆法。
自發裂變在原子核進行超形變時會發生得更快。

## 歷史
最先發現的裂變反應是由中子引發的裂變。由於宇宙射線能製造中子，所以很難區分由中子引致的裂變和自發裂變事件。用厚厚的一層岩石或水可以有效地遮蔽宇宙射線。自發裂變在1940年由蘇聯物理學家格奧爾基·弗廖羅夫和Konstantin Petrzhak在觀察莫斯科地鐵Dinamo站中位於地下60米的鈾時發現。

## 外部連結
- The LIVEChart of Nuclides - IAEA  with filter on spontaneous fission decay